# Partida del Roquís
La Partida del Roquís o El Roquís, és una partida de terra a Reus, (Baix Camp) situada a banda i banda del camí del Roquís.
Es troba, en línies generals, limitada pel bocí del barranc de la Font dels Capellans comprès entre el Camí de l'Aleixar i el de Riudoms, i va cap a l'oest fins a tocar el terme de Riudoms, dins del qual penetra. No té abundància d'aigua, però s'hi conreen avellaners, olivers i ametllers, que han substituït la vinya i els garrofers a partir dels anys seixanta del segle xx. La terra té fama de ser bona per al conreu, i enlloc no es comenta que hi hagi roques, com el nom podria fer suposar. La major part de la zona sud-oest de la partida pertany a propietaris de Riudoms i Maspujols.
Té alguns masos importants, com el Mas del Parsifal, el Mas Vil·la Maria, el Mas de Sedó, el Mas de l'Heura, el Mas de les Ànimes, i inclou polígons industrials, com el polígon Agro-Reus i el del Mas del Batlle.
Prop del límit entre el terme de Reus i el de Riudoms s'han trobat restes arqueològiques d'un taller de ceràmica d'època romana, que va tenir activitat, almenys des del darrer terç del segle ii aC, fins a mitjans del segle I d.C.